# San Carlos de Austria
San Carlos é um município da Venezuela localizado no estado de Cojedes.
A capital do município é a cidade de San Carlos.